# Ołeksandr Kostin
Ołeksandr Kostin (Олександр Васильович Костін, ur. 22 września 1939, zm. 9 listopada 2022) – ukraiński kompozytor, pedagog, Ludowy Artysta Ukrainy, laureat Państwowej Nagrody im. Tarasa Szewczenki (1992). 